# Günz

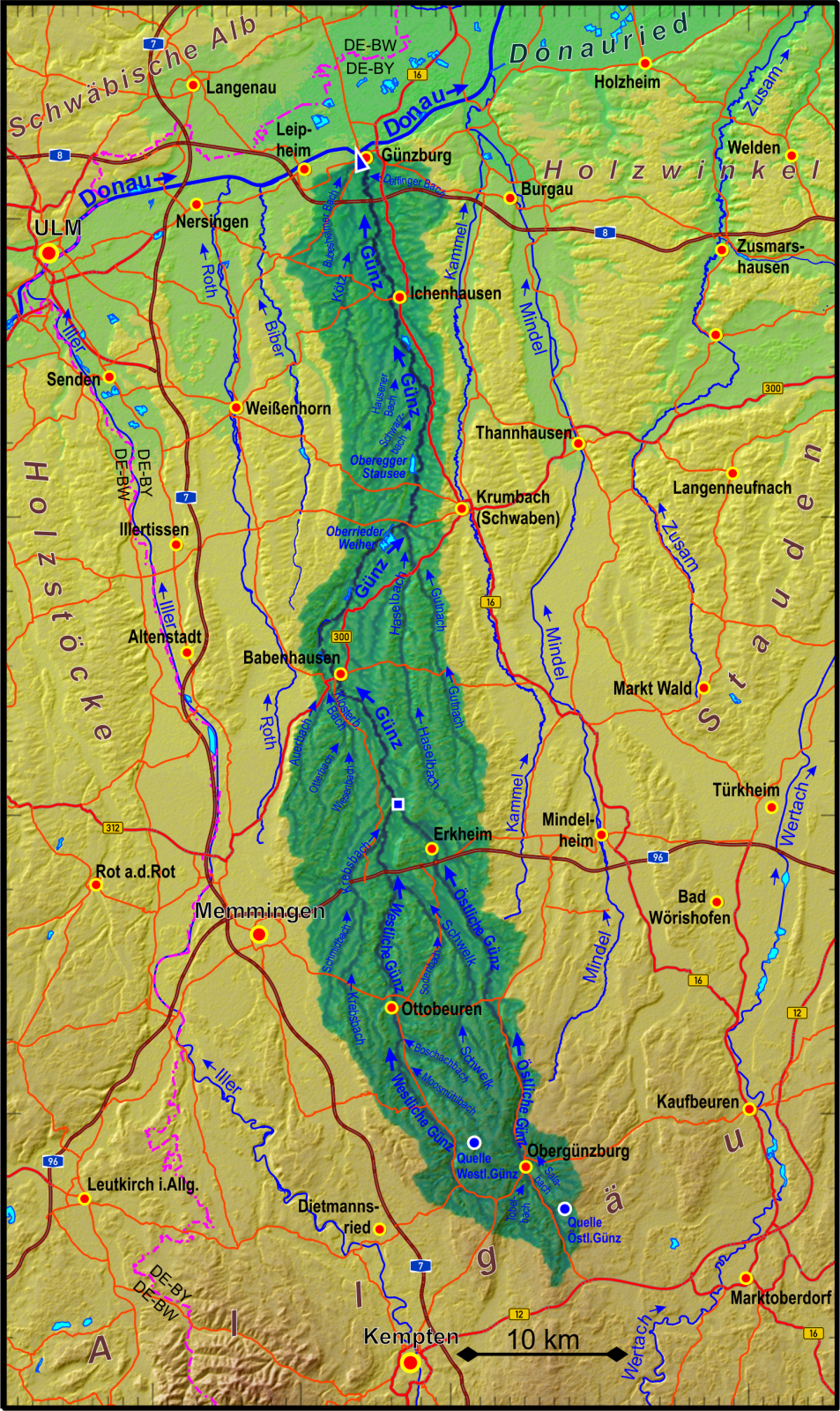
Na zielono zaznaczony obszar zlewiska

Günz – rzeka o długości około 55 km w Bawarii, w Niemczech. 
Jest to prawy dopływ Dunaju. Spadek wysokości wynosi 135m na całej długości rzeki.